# Jaroslav Beláň
Jaroslav Beláň (Bojnice, 21 maggio 1981) è un ex calciatore slovacco, di ruolo portiere.